# Los Andes (Colombia)
Los Andes, o anche Los Andes Sotomayor, è un comune della Colombia facente parte del dipartimento di Nariño.
L'abitato venne fondato da Ubriano Baca e Justo Oviedo nel 1845, mentre l'istituzione del comune è del 25 aprile 1911.